# Pädagogische Universität Ostchina

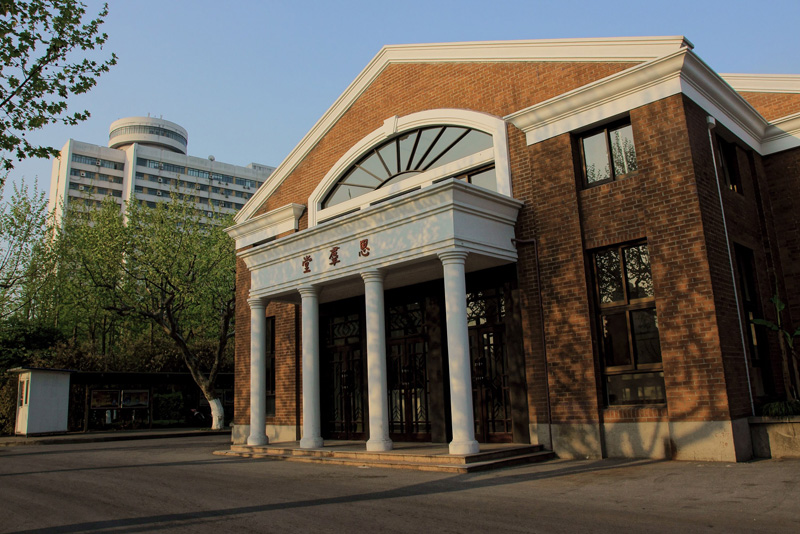
Auditorium der East China Normal University - Siqun Hall

Die Pädagogische Universität Ostchina (chinesisch 華東師範大學 / 华东师范大学, Pinyin Huádōng Shīfàn Dàxué), englisch East China Normal University, Abkürzung ECNU, mit Sitz in Shanghai ist eine der renommiertesten Universitäten in der Volksrepublik China. Als Schwerpunktuniversität untersteht sie dem chinesischen Bildungsministerium direkt und gehört zu den 39 Universitäten, die nach dem Staatsbildungsprogramm „985“ zu weltbekannten Universitäten aufgebaut werden sollen.

## Bekannte ehemalige Studenten
- Liu Xiang (* 1983), chinesischer Leichtathlet und Olympiasieger im 110-Meter-Hürdenlauf
- Li Yuanchao (* 1950), chinesischer kommunistischer Politiker, seit 2007 Mitglied des Politbüros der Kommunistischen Partei Chinas
- Wang Huning (* 1955), chinesischer kommunistischer Politiker und seit November 2012 Mitglied des Politbüros der Kommunistischen Partei Chinas
- Zhou Youguang (1906–2017), chinesischer Linguist
- Cui Tiankai (* 1952), Botschafter der Volksrepublik China in den Vereinigten Staaten von Amerika

## Bekannte Lehrpersonen
- Xu Jilin (* 1957), chinesischer Historiker